# Jean le Rond d’Alembert
Jean Le Rond d’Alembert (ur. 16 listopada 1717 w Paryżu, zm. 29 października 1783 tamże) – francuski intelektualista: filozof, matematyk i fizyk matematyczny, a z wykształcenia również adwokat. Jeden z czołowych przedstawicieli epoki oświecenia jako encyklopedysta; członek Akademii Francuskiej i jej sekretarz.
W filozofii zabrał głos na temat epistemologii, filozofii nauki, ontologii z metafizyką i filozofią umysłu, filozofii religii, etyki, filozofii społeczno-politycznej oraz estetyki i teorii sztuki, zwłaszcza muzyki. W matematyce zajmował się głównie analizą, w tym pionierskimi badaniami równań różniczkowych cząstkowych. Jako fizyk wsławił się w mechanice klasycznej, opisując jedną z pierwszych zasad wariacyjnych, klasyczne równanie falowe i podstawy mechaniki płynów.
D’Alembert został upamiętniony nazwami kilku terminów naukowych w matematyce i fizyce, planetoidy, paryskiej ulicy oraz instytucji naukowej. Jego twórczość była umieszczona na katolickim Indeksie ksiąg zakazanych.

## Życiorys

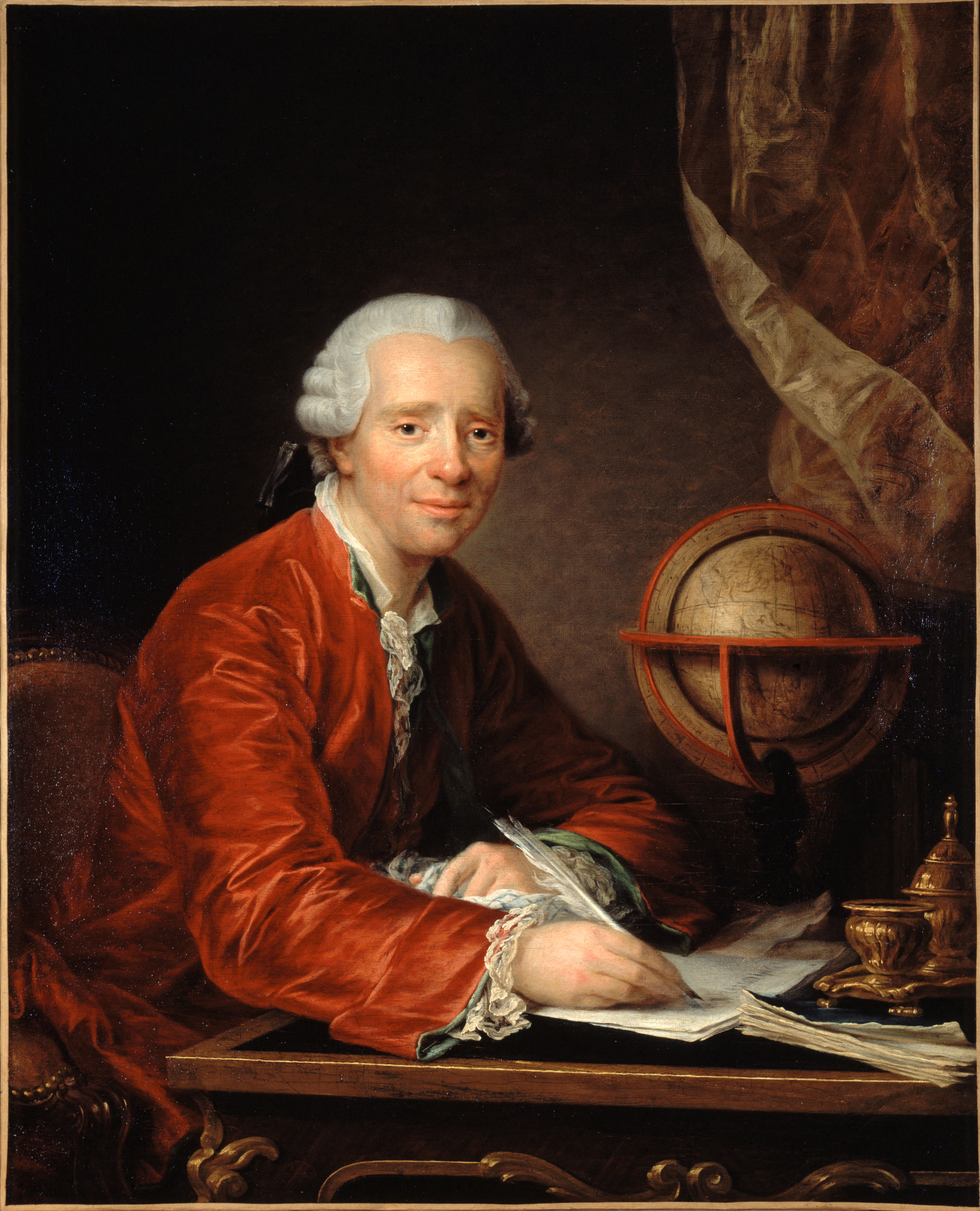
D’Alembert w 1777 roku

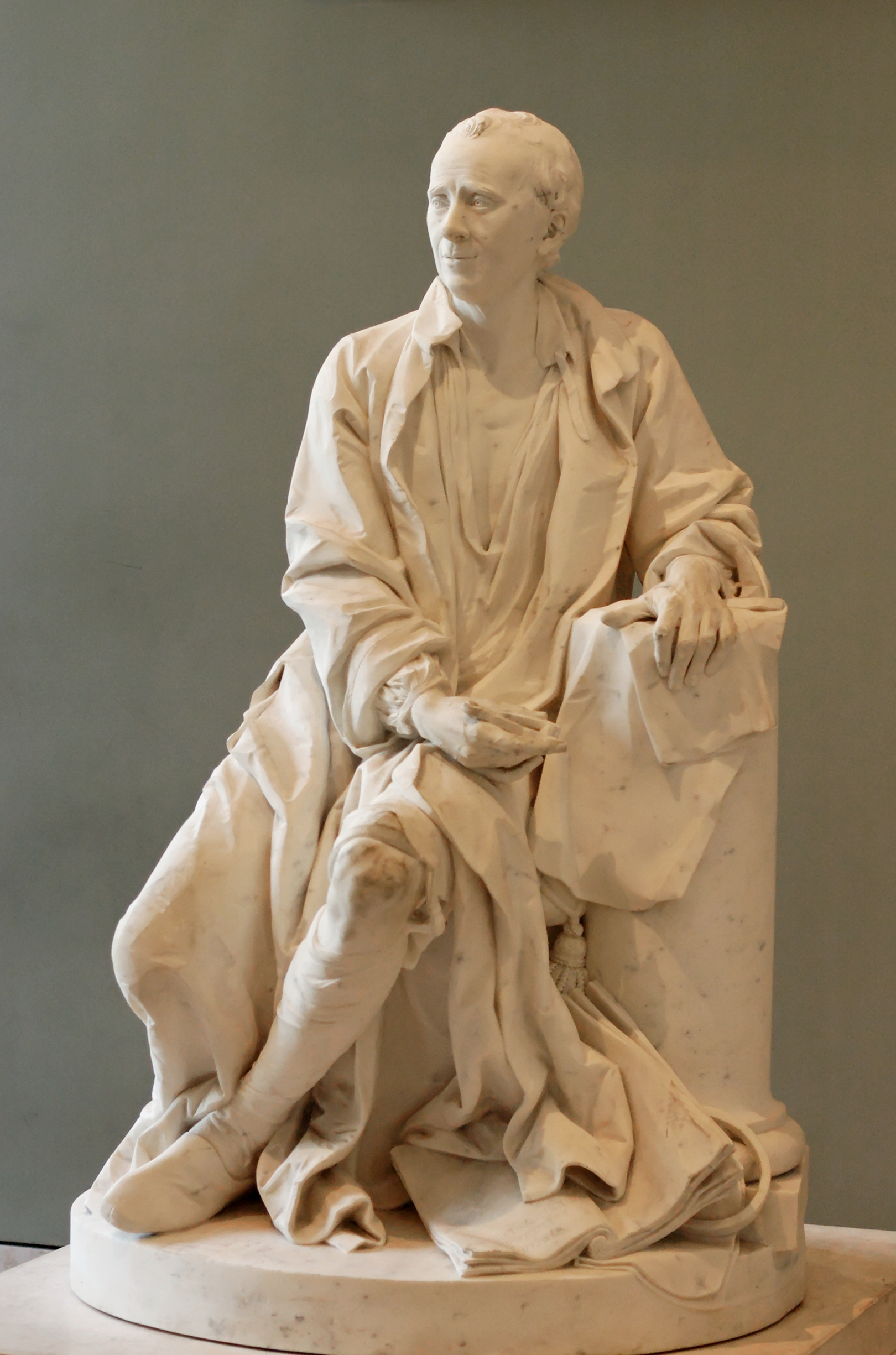
D’Alembert – posąg umieszczony w Luwrze

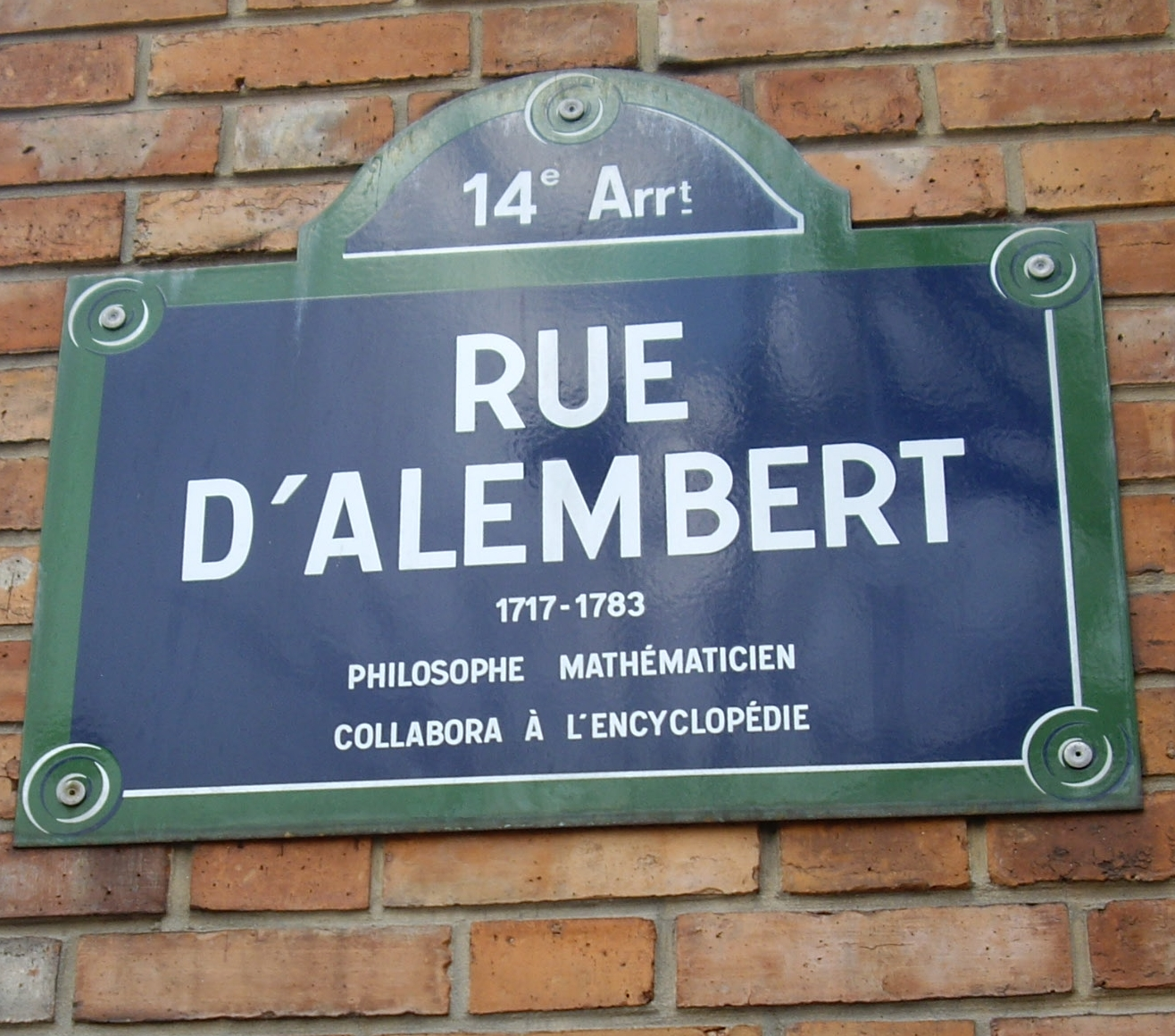
Tabliczka ulicy d’Alemberta w Paryżu

D’Alembert był nieślubnym synem wpływowej pisarki i kurtyzany, Claudine Guérin de Tencin, prowadzącej też znany salon literacki w Paryżu i generała artylerii Louisa-Camusa Destouches'a (1668–1726). Po urodzeniu matka pozostawiła niemowlę na stopniach kościoła St. Jean-le-Rond (niedaleko katedry Notre-Dame). Oddany do sierocińca został wkrótce adoptowany przez żonę szklarza Madame Rousseau, w której domu przebywał do 1765 r. Destouches, który chciał, by jego ojcostwo pozostało oficjalnie nieznane, łożył jednak na wykształcenie syna, a przed śmiercią zapisał mu 1200 liwrów rocznej renty.
D’Alembert uczęszczał najpierw do szkoły prywatnej; w wieku 12 lat pod wpływem rodziny ojca, wstąpił do prowadzonego przez jansenistów kolegium Czterech Narodów (znanego również jako „Collège Mazarin”), gdzie do 1735 r. studiował filozofię, prawo i sztukę. W 1735 roku obronił pracę dyplomową z mechaniki teoretycznej. W późniejszym życiu kierował się regułami kartezjańskiego racjonalizmu wpojonymi mu przez jansenistów. Choć janseniści nakłaniali młodzieńca do kariery duchownego, d’Alembert podjął studia prawnicze (uzyskując w 1738 tytuł adwokata), później medycynę.

## Dorobek naukowy
Od 1754 członek, a od 1772 sekretarz Akademii Francuskiej. Współtwórca i współredaktor Wielkiej encyklopedii francuskiej, której założenia przedstawił we Wstępie do encyklopedii (1751, wydanie polskie 1954). W 1757 wskutek represji politycznych zmuszony do rezygnacji z prac nad nią.
Zasłużony na polu fizyki i matematyki, zwłaszcza w dziedzinie mechaniki teoretycznej (zasada d’Alemberta) i analizy matematycznej, gdzie opracował rachunek pochodnych cząstkowych. W 1769 roku wypromował pracę dyplomową Laplace’a w dziedzinie równań różniczkowych cząstkowych. Zajmował się też estetyką i teorią muzyki, pisząc prace:
- Éléments de la musique théorique et pratique (Elementy muzyki teoretycznej i praktycznej), 1752;
- Réflexions sur la musique en général et sur la musique française en particulier (Refleksje o muzyce, w szczególności o francuskiej) 1754.

## Poglądy

### Epistemologia i filozofia nauki
Zwolennik empiryzmu, za pewną uważał wiedzę opartą na doświadczeniach zmysłowych, które, oczyszczone przez umysł z tego, co przypadkowe, tworzyć miały podstawę pojęć ogólnych i definicji – zasadniczego elementu rozumowania nauk.
Za główne zadanie myślenia i działalności naukowej uznał porównywanie faktów lub idei i poszukiwanie związków między nimi. Dokonał podziału nauk na historię, filozofię i sztuki piękne, upatrując ich dominant odpowiednio w pamięci, rozumie i wyobraźni. Filozofii przypisał funkcje metodologiczne. Jako pierwszy zwrócił uwagę na społeczne i biologiczne uwarunkowania ludzkich pojęć i sądów o świecie. Ostatecznie skłaniał się ku sceptycyzmowi, nawet agnostycyzmowi, zakładając niepoznawalność tzw. istoty rzeczy. Przez Władysława Tatarkiewicza uważany był za przedstawiciela wczesnej fazy pozytywizmu.

### Inne opinie
D’Alembert nie był religijny i czynnie krytykował instytucjonalną religię, zwł. kalwinizm i katolicki zakon jezuitów. Mimo to przyjmował niektóre podstawowe doktryny głoszone przez wiele religii jak istnienie:
- Boga-Stwórcy, przez co bywa zaliczany do deistów;
- duszy, która jako oddzielna substancja miała w człowieku kształtować świadomość niezależnie od materii, a w dodatku być nieśmiertelna[7].

Za podstawę moralności uznał niezmienne zasady etyczne, właściwe z natury wszystkim ludziom, a z drugiej strony – właściwie pojęty interes osobisty i społeczny.

## Niektóre prace
- 1743: Traité de dynamique;

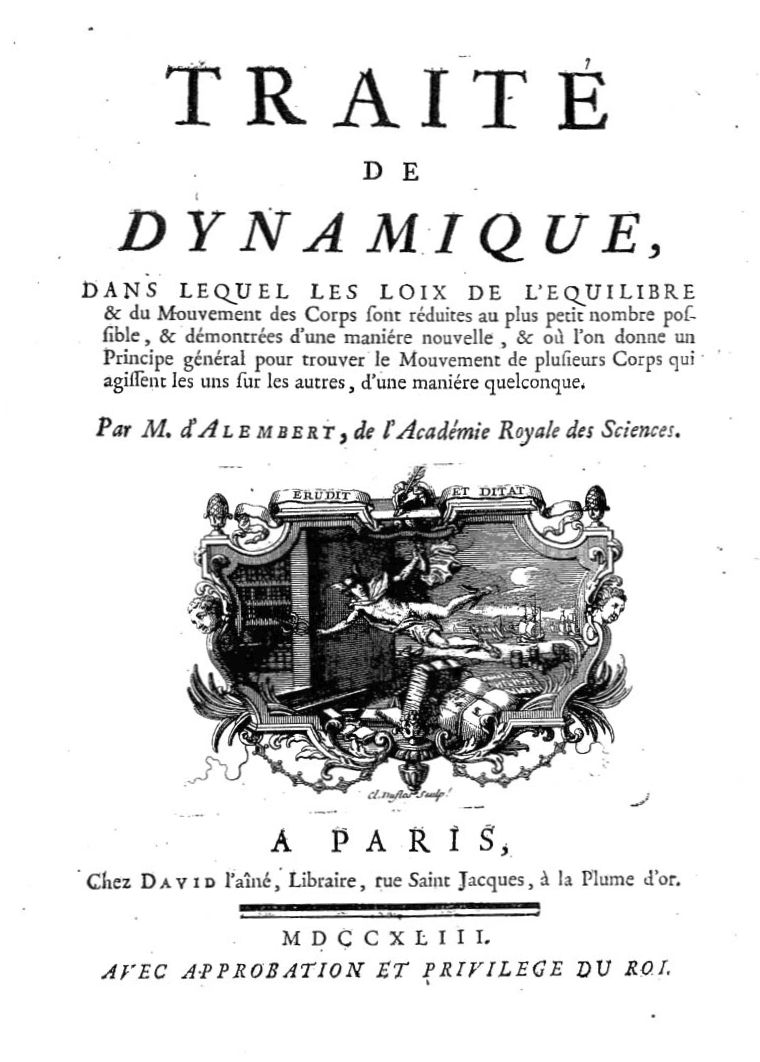
Okładka Traité de dynamique

- 1754: Recherches sur différents points importants du système du monde;
- 1759: L’essai sur les éléments de philosophie;
- 1759: De la liberté en musique;
- 1761: Opuscules mathématiques.